# Ana de Kiev
Ana de Quieve (em ucraniano: Анна Ярославна; em russo: Анна Ярославна; romaniz.: Ana Yaroslavna, Quieve, entre 1024, 1032 ou 1036  — 1075), foi rainha consorte de França, casada com Henrique I de França, e regente durante os primeiros anos do reinado do seu filho Filipe I de França. Era filha do Grão-Príncipe de Quieve Jaroslau I, o Sábio, e da princesa Ingegerda da Suécia.

## Biografia

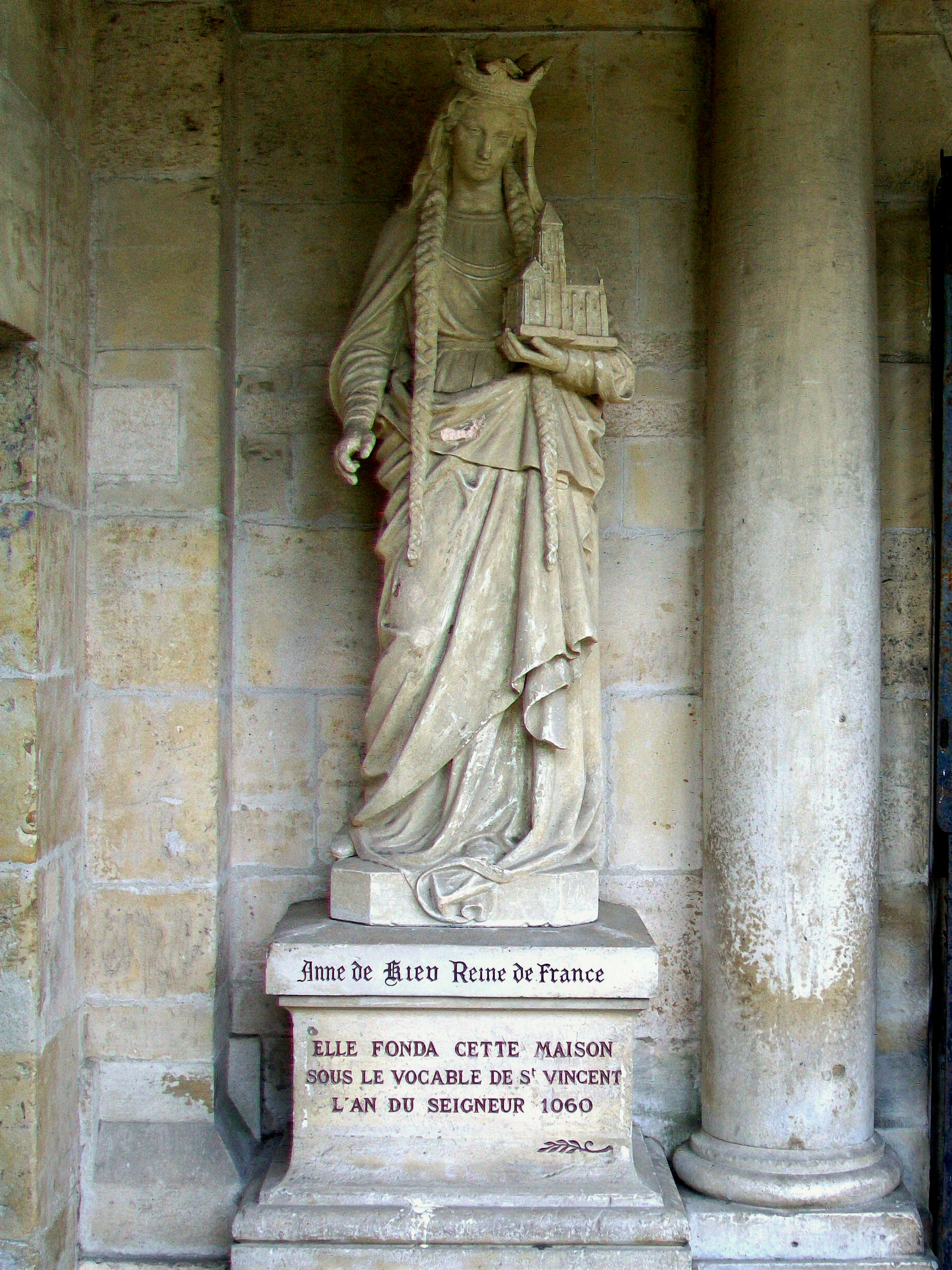
Estátua de Ana presente na Abadia de São Vincente, em Senlis

Após a morte de Matilde da Frísia, sua primeira esposa, Henrique I de França procurou uma esposa adequada nas cortes da Europa, mas não conseguiu encontrar uma princesa que não lhe fosse relacionada por parentesco ilegal. Por fim enviou uma embaixada à distante Quieve, que regressou com Ana (também chamada de Inês). Apesar da sua fé ortodoxa, diferente da fé católica romana de Henrique (que entrariam em conflito no Grande Cisma do Oriente de 1054), casaram-se na Catedral de Reims a 19 de maio de 1051 e tiveram a seguinte descendência:
- Filipe I de França (1052-1108), sucessor do pai no trono francês
- Roberto (1054-1063)
- Ema (1055-1109)[1][2]
- Hugo I, conde de Vermandois (1057-1101), casou-se com Adelaide de Vermandois e morreu na Cruzada de 1101

O primogénito foi o primeiro príncipe da Europa ocidental a receber o prenome - na época exótico - de Filipe, cuja escolha é atribuída a Ana. As fontes comuns costumam dizer que a sua avo paterna era Rognovelda de Polotzk, terceira esposa do príncipe Vladimir I de Quieve, mas teorias atuais dizem que a sua avo paterna era Ana Porfirogénita que era descendente da dinastia macedónica do Império Bizantino, que afirmava remontar a Alexandre o Grande e a Filipe da Macedónia, e na qual este nome era comum.

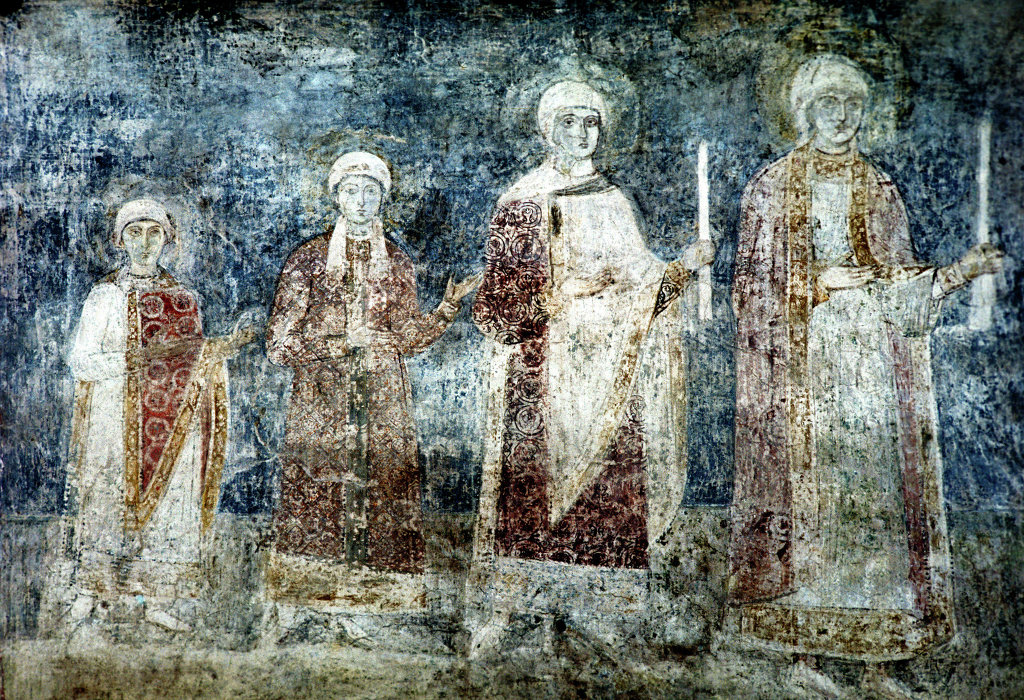
Afresco da Basílica de Santa Sofia representando as filhas de Jaroslau de Quieve. Ana é seguramente a mais jovem

Depois da morte do seu esposo em 1060, foi regente do seu filho Filipe I, com apenas sete anos de idade, sendo a primeira rainha de França a desempenhar essa função, juntamente com o seu cunhado Balduíno V, conde da Flandres. Era uma mulher alfabetizada, o que era raro no seu tempo, mas havia alguma oposição à sua regência declarando que o seu domínio da língua francesa não era adequado.

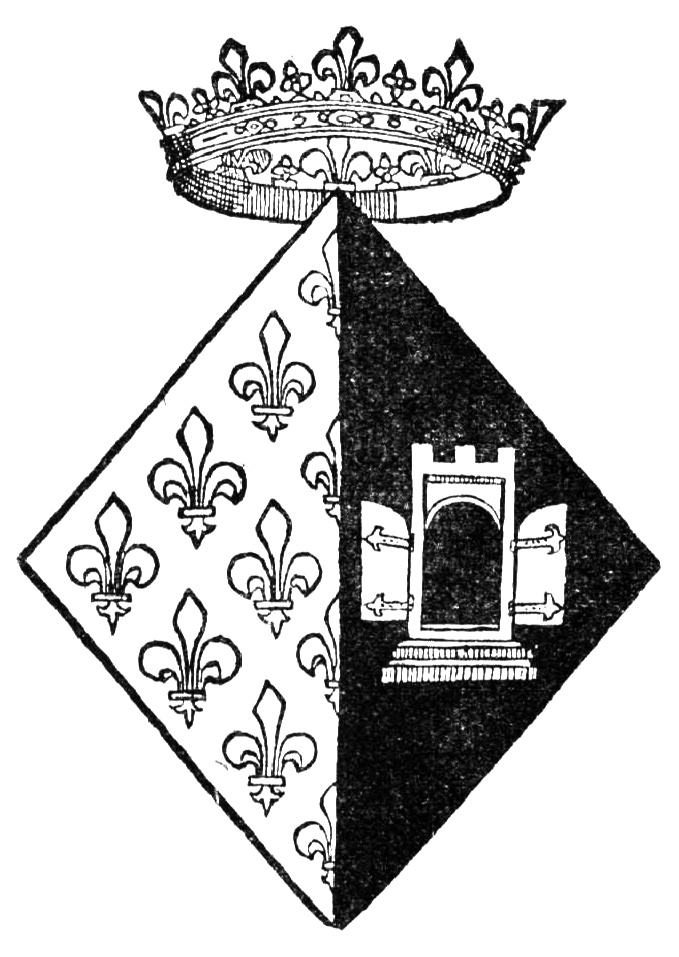
Uma versão em preto e branca do brasão da rainha

Um ano após a morte de Henrique I, Ana enamorou-se do conde Raul III de Valois, cuja ambição política o encorajou a repudiar sua esposa para casar-se com Ana em 1063. Ana foi acusada de adultério pela ex-esposa de Raul, que apelou ao papa Alexandre II. Este excomungou o casal em 1064, mas o jovem rei Filipe perdoaria a sua mãe, e curiosamente seria também excomungado mais tarde por motivos semelhantes. Ana mandou construir uma igreja consagrada em 1065, e uma abadia dedicada a São Vicente. Quando Raul morreu, em Setembro de 1074, regressou à corte francesa.
Morreu em data incerta, 1075, 1076, 1079 ou 1089, segundo diferentes fontes. Foi sepultada na abadia de Villiers, Cerny, Essonne. Abadia de Villiers foi destruída na revolução francesa depois de ser votada na assembleia nacional uma lei/decreto sobre a destruição de mausoléus. Posteriormente as pedras serão usadas para a construção de casas em La-Ferte-Alais, uma localidade próxima à abadia.